# Con đường tơ lụa trên biển
Con đường tơ lụa trên biển thế kỷ 21 (tiếng Trung: 21 世纪 海上 丝绸之路), thường gọi là Con đường tơ lụa trên biển ( Maritime Silk Road - MSR ), là tuyến đường biển nằm trong Sáng kiến Vành đai và Con đường, là một sáng kiến chiến lược của Trung Quốc nhằm tăng cường đầu tư và thúc đẩy sự hợp tác trên Con đường Tơ lụa lịch sử. Dự án xây dựng dựa trên các tuyến đường thám hiểm hàng hải của Đô đốc Trịnh Hòa.
Con đường tơ lụa trên biển về cơ bản chạy từ bờ biển Trung Quốc về phía nam qua Hà Nội đến Jakarta, Singapore và Kuala Lumpur qua eo biển Malacca qua Sri Lanka Colombo đến mũi phía nam của Ấn Độ qua Malé, đến Mombasa Đông Phi, từ đó tới Djibouti, sau đó qua Biển Đỏ qua kênh đào Suez đến Địa Trung Hải, qua Haifa, Istanbul và Athens đến vùng Thượng Adriatic đến trung tâm Trieste ở phía bắc nước Ý với cảng tự do quốc tế và các kết nối đường sắt đến Trung Âu và Biển Bắc.
Hành lang Kinh tế Trung Quốc - Pakistan là phần mở rộng của Con đường Tơ lụa được đề xuất. Con đường tơ lụa trên biển trùng với lý thuyết về chiến lược Chuỗi ngọc trai của Trung Quốc.

## Lịch sử
Sáng kiến Con đường Tơ lụa trên biển lần đầu tiên được đề xuất bởi nhà lãnh đạo Trung Quốc Tập Cận Bình trong một bài phát biểu trước Quốc hội Indonesia vào tháng 10 năm 2013.
Vào tháng 11 năm 2014, nhà lãnh đạo Trung Quốc Tập Cận Bình đã công bố kế hoạch thành lập quỹ phát triển trị giá 40 tỷ USD, giúp tài trợ cho các kế hoạch phát triển Con đường Tơ lụa Mới và Con đường Tơ lụa trên biển của Trung Quốc. Trung Quốc đã đẩy nhanh nỗ lực thu hút châu Phi vào MSR bằng cách xây dựng nhanh chóng một liên kết đường sắt tiêu chuẩn hiện đại giữa Nairobi và Mombasa.
Vào tháng 3 năm 2015, Ủy ban Cải cách và Phát triển Quốc gia của Cộng hòa Nhân dân Trung Hoa đã công bố công khai một tài liệu có tiêu đề Tầm nhìn và Hành động về Chung sức xây dựng Vành đai Kinh tế Con đường Tơ lụa và Con đường Tơ lụa Hàng hải thế kỷ 21, thảo luận về các nguyên tắc và khuôn khổ hình thành nền tảng của sáng kiến.

## Các tuyến và các cảng chính
Mặc dù các tuyến đường bao gồm trong MSR sẽ rất phong phú nếu sáng kiến này có hiệu quả, cho đến nay vẫn chưa có thông tin chính thức phong phú về các cảng cụ thể được công bố.
Từ năm 2015 đến năm 2017, Trung Quốc đã cho thuê quyền sở hữu đối với cảng sau:
- Gwadar, Pakistan: 40 năm
- Kyaukpyu, Myanmar: 50 năm
- Kuantan, Malaysia: 60 năm
- Obock, Djibouti: 10 năm
- Malacca Gateway: 99 năm
- Hambantota, Sri Lanka: 99 năm
- Muara, Brunei: 60 năm
- Feydhoo Finolhu, Maldives: 50 năm

Trong Báo cáo Chỉ số Phát triển Trung tâm Vận chuyển Quốc tế Tân Hoa Xã-Baltic năm 2018, Cục Thông tin Kinh tế Trung Quốc trích dẫn những điều sau đây là các tuyến đường chính của Con đường Tơ lụa trên biển Thế kỷ 21: